# Arzu Bazman

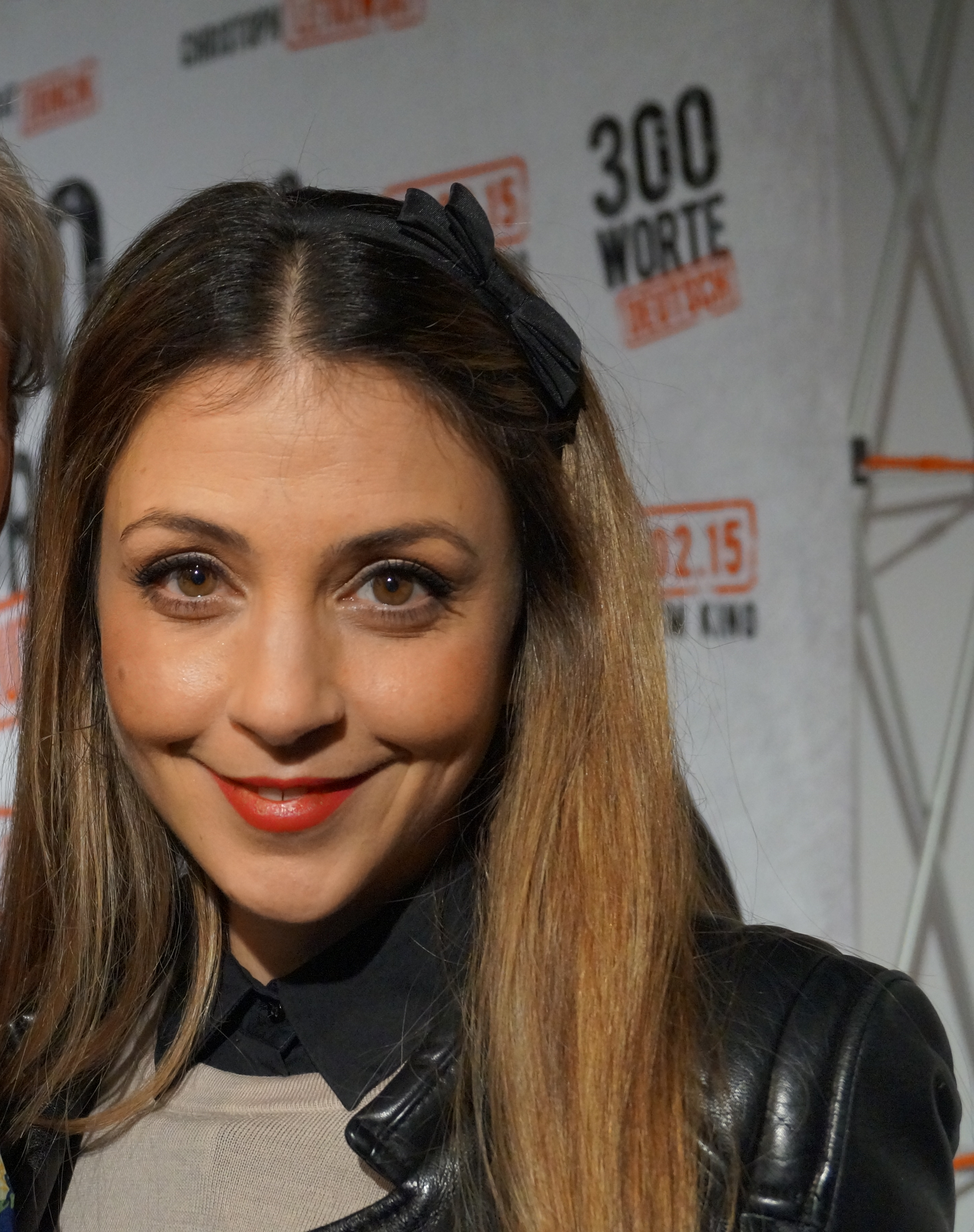
Arzu Bazman (2015)

Arzu Bazman (* 19. Dezember 1977 in West-Berlin) ist eine deutsche Schauspielerin und ein Model.

## Leben

### Herkunft
Ihre Eltern stammen aus der Türkei. Bazman wuchs in West-Berlin auf und ist gelernte Radiologieassistentin.

### Karriere
Bazman begann ihre Karriere als Fotomodell bei der deutsch-türkischen Zeitung Vitrin. Sie wurde daraufhin für den ersten deutsch-türkischen Beitrag in der ProSieben MorningShow engagiert. Türkische Zeitungen wie Hürriyet, Milliyet, Sabah und Tercüman feierten sie schnell als Star. Bazman erhielt nun Kinorollen in Mädchen, Mädchen, dem von Michael Karen inszenierten Film Erkan & Stefan in Der Tod kommt krass und Die Nacht der lebenden Loser. Nach kleinen Rollen in Gabi Kubachs Filmen Liebe ist die halbe Miete und Der zweite Frühling trat sie als Erdal Yıldız’ Freundin Fatima in sechs Blond:-Eva-Blond!-Krimis (mit Corinna Harfouch) auf. Weitere Fernsehrollen als Ayshe in insgesamt 19 Folgen von Hausmeister Krause, als Sonja in Peter Stauchs Bei hübschen Frauen sind alle Tricks erlaubt und als Leyla in der Erkan-und-Stefan-Komödie Ich Chef, du nix folgten. Für ihre Rolle in Schulmädchen wurde sie 2004 für den Deutschen Comedypreis in der Kategorie beste Schauspielerin in einer Komödie nominiert. Bazman spielte auch in türkischen Filmen sowie in den Musikvideos Augenblick (von Bushido) und Karma (von Alpa Gun) mit.
Einem Millionenpublikum bekannt wurde Bazman vor allem durch ihre Rolle der Krankenschwester und (späteren) Pflegedienstleiterin Arzu Ritter in der ARD-Serie In aller Freundschaft, die sie seit Januar 2001 (Folge 90) spielt. In dieser Rolle trat sie auch in den beiden Ableger-Serien In aller Freundschaft – Die jungen Ärzte und In aller Freundschaft – Die Krankenschwestern auf.

### Privates
Mitte Januar 2020 wurde sie Mutter einer Tochter.

## Filmografie (Auswahl)

### Filme
- 1999: Freunde
- 2001: Mädchen, Mädchen
- 2001: Jonathans Liebe
- 2001: Liebe ist die Halbe Miete
- 2001: Zwischen den Sternen
- 2001: Baby
- 2002: Blond: Eva Blond! – Der Mörder spricht das Urteil
- 2002: Blond: Eva Blond! – Das Buch der Beleidigungen
- 2002: Der zweite Frühling
- 2002: Für immer verloren
- 2003: Insan nedir ki…
- 2004: Bei hübschen Frauen sind alle Tricks erlaubt
- 2004: Blond: Eva Blond – Der Zwerg im Schließfach
- 2004: Blond: Eva Blond – Wie das Leben so spielt
- 2004: Die Nacht der lebenden Loser
- 2005: Erkan & Stefan in Der Tod kommt krass
- 2006: Blond: Eva Blond – Epsteins Erbe
- 2006: Blond: Eva Blond – Der sechste Sinn
- 2006: Hilfe, meine Tochter heiratet
- 2007: Ich Chef, du nix
- 2012: ProSieben Märchenstunde – Der verflixte Flaschengeist
- 2011: In aller Freundschaft: Was wirklich zählt (Spielfilm)
- 2013: In aller Freundschaft: Bis zur letzten Sekunde (Spielfilm)
- 2013: 300 Worte Deutsch (Regie: Züli Aladag)

### Fernsehserien
- seit 2001: In aller Freundschaft
- 2002–2005: Schulmädchen (13 Folgen)
- 2002–2007: Hausmeister Krause – Ordnung muss sein
- 2003: Schloss Einstein (3 Folgen)
- 2003: Abschnitt 40 (Folge 2x06)
- 2007: Unser Charly (Folge 13x02)
- 2010, 2014: Alarm für Cobra 11 – Die Autobahnpolizei (Folge 28x02, 35x05)
- 2010, 2013: SOKO Stuttgart (Folge 1x20, 5x06)
- 2012: Großstadtrevier (Folge 25x15)
- 2015–2018: In aller Freundschaft – Die jungen Ärzte (9 Folgen)
- 2015: Dr. Klein (Folgen 2x06–2x08)
- 2016: Ein Fall von Liebe (Folge 1x10)
- 2018–2021: In aller Freundschaft – Die Krankenschwestern (13 Folgen)
- 2020: Blutige Anfänger (Folge 1x10)

## Auszeichnungen
- 2004: Nominierung für den Deutschen Comedypreis als Beste Schauspielerin in einer Comedy-Serie für Schulmädchen